# المرأة السعودية في الفنون
يُعد حضور المرأة السعودية في الفنون المختلفة مثل الفن الشعبي من غناء ورقص وأداء مقطوعات شعبية وتراثية، أو الفن التشكيلي من رسم وتطريز ونحت وغيرها، أو الفن المسرحي والتمثيلي بعد ظهور السينما والمسرح والتلفزيون وغيرها من وسائل الفنون الحديثة هو امتداد لحضورها التاريخي سواء عملت في مجال الفنون السمعية والبصرية داخل حدود السعودية أو خارجها.

## المرأة السعودية في الفن قبل تأسيس المملكة العربية السعودية
تقول الباحثة السعودية الدكتورة هتون أجواد الفاسي في كتابها الذي صدر باللغة الإنجليزية عن دار آركيوبرس البريطانية بمدينة أكسفورد بعنوان «المرأة في الجزيرة العربية قبل الإسلام: الأنباط» أنها لاحظت وجود متميز للمرأة في الجزيرة العربية قبل الإسلام أي في الفترة ما بين القرن الأول قبل الميلاد والقرن الثاني الميلادي، حيث وجدت في المصادر المختلفة أن المرأة قد ظهرت على النقوش الكتابية والآثار والمصادر الكلاسيكية، بالإضافة إلى الدراسات النسوية، وأنه خلال قيام الباحثة برحلة ميدانية مطولة شملت المناطق التالية: مدائن صالح، العلا، خيبر، تبوك، قُرية، البدع (مغاير شعيب)، مقنا، عينونية، ضبا، الوجه، روافة، الديسة، تيماء، دومة الجندل، سكاكا، القريات وغيرها تبين لها أن بروز المرأة النبطية على النقوش والعملة أنه قد كان لها مكانة متميزة مقارنة بمعاصراتها. 

## المرأة السعودية والفن خلال فترة بدايات الإسلام
قد يدل الأثر على وجود المرأة في الغناء والرقص في الأعياد، خلال مرحلة الإسلام في الجزيرة العربية، ما رواه البخاري ومسلم عن عائشة، أن أبا بكر، دخل عليها والنبي صلى الله عليه وسلم عندها يوم فطر أو أضحى، وعندها قينتان تغنيان بما تقاذفت الأنصار يوم بعاث، فقال أبو بكر: مِزْمَارُ الشيطان؟ مرتين، فقال النبي صلى الله عليه وسلم: «دعهما يا أبا بكر، إن لكل قوم عيدًا، وإن عيدنا هذا اليوم"
وقد لعبت المرأة في العصور الإسلامية المبكرة، في الجزيرة العربية، في مجال الأدب أو الشعر، دورا هاما في النمو الثقافي، وإلى جانب ذلك فإن مشاركة المرأة في شبه الجزيرة العربية في الحرف والصناعات التقليدية مثل صنع السجاد وزخرفته ونقوش الحناء ونسج الخيام، قد إمتد منذ فترة بدايات الإسلام ولغاية اليوم، وخير دليل على ذلك هو تزيين جدران البيت بالألوان الذي اشتهرت به منطقة عسير في جنوب المملكة العربية السعودية والذي يؤكد دور المرأة قديماً في الفنون ممثلاً الروح التشكيلية التي تمتلكها في تلك الممارسات المبدعة.

## المرأة السعودية في التراث الشعبي
من المعروف مشاركة المرأة السعودية، في مرحلة ما قبل الدولة السعودية في أنشطة التراث الشعبي، وهو الذي يُعرف بأنه كل ما خلفه الأجداد للأبناء وبمعنى آخر ما ورثَته الأجيال السالفة للأجيال الحالية من العادات والتقاليد والآداب والقيم والمعارف الشعبية والثقافية والمادية. ويشتمل التراث الشعبي إضافة إلى القصص والأساطير والأشعار والألعاب والأمثال الشعبية على الأغاني والاحتفالات والأعياد والرقص والفنون والحرف، وقد كانت مشاركة المرأة في شبه الجزيرة العربية فاعلة ومؤثرة في التراث الشعبي بذات درجة الرجل، فكانت تقوم بأداء الأغاني في الاحتفالات والأعياد سواء بشكل مستقل، بدون اختلاط، أو بشكل مختلط في حالات الاحتفالات العائلية المغلقة، وكذلك الأمر بالنسبة للرقص في المناسبات وحفلات الزواج التقليدية والفنون الشعبية والحرف المختلفة.
وللتراث الشعبي السعودي مذاق خاص تمتزج فيه الأصالة بالحداثة، ويفوح منه عبق الماضي وسحر التاريخ. ويعد التراث الشعبي في السعودية أحد ركائز الهوية الوطنية فهو الوعاء الذي تستمد منه عقيدتها وتقاليدها وقيمها الأصيلة ولغتها وأفكارها، وقد شاركت المرأة في الجزيرة العربية بشكل وثيق بما أصبح يطلق عليه اسم الفلكلور الشعبي، بالتساوي مع الرجل فحين كانت القبائل في الجزيرة العربية تتبع طرقاً متنوعة لتخويف الأعداء وبث الرعب في قلوبهم، واستخدام الغناء بنبرات مختلفة، كان يصاحبها رقصات محددة، للذكور والإناث، وتختلف الفنون الشعبية في كل منطقة من مناطق المملكة عن الأخرى، فكانت المرأة تشارك بما يُعرف بـ رقصة «أنفاس الفرسان» وهي إحدى الرقصات الشعبية الشائعة عند قبائل شمال السعودية، ويؤدونها في صفين أو صف واحد، وهي رقصة تؤدى في الأعياد، وأيضا بعد الانتصارات في الغزوات، دق الحب، والليوة، والحصاد، الفريسة في المنطقة الشرقية نسبة إلى بيئة المنطقة الشرقية الخلابة التي تتميز بإطلالاتها الساحلية والزراعية الساحرة. وتعتبر (دق الحب، والليوة، والحصاد، والفريسة) هي ألوان متنوعة من الفنون الشعبية المستوحاة من سحر أمواج بحر الخليج العربي، ومن سعف النخيل ومواسم الحصاد التي تشتهر به مدينة الإحساء، وتستخدم في هذه الألوان الشعبية الطارات والطبول والكفوف تحت إيقاعات متتالية.

## المرأة السعودية في الفن التشكيلي
تاريخ الفن على المستوى العالمي يؤكد أن دخول المرأة هذا المجال جاء متأخراً، ما بين القرنين السادس عشر والسابع عشر الميلاديين. وتم ذلك بجهود فنانات كنّ في الأصل زوجات لفنانين لهم حضورهم الإبداعي في تلك الحقبة التاريخية. من هنا فإن الحضور النسائي التشكيلي السعودي وبشكله المكثف، جاء بعد مرحلة من الحضور الرجالي الذي حقق فيه الرجل دوراً تأسيسياً كبيراً باستثناء أسماء قليلة تعد على أصابع اليد الواحدة، برزت مع أول خطوة في بناء الحركة التشكيلية السعودية.
المعارض
وتبع تلك المرحلة التأسيسية حضور نسائي في غالبية المعارض التي يمكننا أن نفصلها على النحو الآتي: المعارض الرسمية، معارض القطاع الخاص، معارض جماعية بجهود ذاتية، معارض فنانات ممارسات ممن لهن تجارب ومعارض فنانات واعدات، وتُظهر هذه المعارض لغير المتخصص الكثير من الخلط بين من يمكن أن توصف أعمالهن بـ الهواية، وبين من لديهن مواصفات الاحتراف، أو من يمارسن أعمال الفنون التطبيقية لأغراض الديكور والتزيين. وعلى الرغم من النشاط الملحوظ الذي عرفته الحركة التشكيلية النسائية، فإن الحضور المكثف لم يسد النقص في المستوى، أو يوجد البديل عمن أثبتن جدارتهن من الأسماء القليلة، أو ممن كانت لهن الريادة، مع تراجع بعضهن عن المشاركة أو الحضور الإبداعي نتيجة مسببات كثيرة. ومنهن على سبيل المثال الفنانة صفية بن زقر والتي أقامت أول معرض لها في دار التربية الحديثة في مدينة جدة سنة 1968م، فسُجّل في تاريخ الفن السعودي كأول معرض نسائي. وتأتي الفنانة منيرة موصلي في السياق التاريخي نفسه، إضافة إلى الفنانة نبيلة البسّام، ومنهن أيضا الفنانة سلوى الحقيل وبدرية الناصر من الرائدات لبدايات الفن التشكيلي السعودي النسوي.

### المرأة السعودية في الفن التشكيلي (المرحلة الحالية)
بعد مرحلة ريادة المرأة السعودية في الفن التشكيلي والبدايات الصعبة، راحت الساحة التشكيلية في السعودية تزخر بأعداد كبيرة من الأسماء النسائية التي دخلتها باندفاع نتيجة التعليم المتخصص العالي وتشجيع الجهات المعنية مثل الرئاسة العامة لرعاية الشباب التي أطلقت أول معرض تشكيلي جماعي للفنانات من مختلف مناطق المملكة.
وظهرت الفنانة مها الملوح التي ولدت في جدة في العام 1959 وتعيش حاليا وتعمل بين الرياض ولندن وفيينا، تستقي إلهامها من المنطقة التاريخية لنجد بموروثها الديني والثقافي القوي والهندسة والأقمشة النجدية. وقد بدأت مسيرتها الفنية المستمرة منذ ثلاثة عقود بالكولاج، والذي احتوى على رموز وزخارف من الثقافة المحلية النجدية، تعبيراً عن نظرتها للحياة في المملكة والاتصال الروحي للمناطق التاريخية في نجد والحجاز مع ثلاثة عوامل: الدين والتراث، الزخرفات الملونة وفن العمارة القديمة في ظل التعايش مع ناطحات السحاب الحديثة، وشاركت بعمل فني مميز لها في متحف اللوفر في أبو ظبي في أواخر عام 2017 وتعد مها الملوح الفنانة الخليجية الوحيدة التي تعرض أحد أعمالها في المتحف، ويعد عمل الملوح الفني من صنف المعلقات، وهو عبارة عن قدور تستعمل لطهي لحم الماعز المنظمة والمشكلة بطريقة فنية مميزة، العمل الوحيد لفنانة خليجية في هذا المتحف.
ومن الفنانات البارزات في الحركة الفنية السعودية المعاصرة، الفنانة منال الضويان وهي فنانة وفوتوغرافية سعودية. ولدت في المنطقة الشرقية في السعودية. وقدمت قرابة 21 عمل ومجموعة فنية داخل السعودية وخارجها. ابتدأت مسيرتها الفنية بالتصوير الفوتوغرافي، وكانت أول تجربة عرض لها خارج السعودية تحديدا في إسبانيا. عملت كفانة مقيمة بمؤسسة دلفينا في العاصمة البريطانية لندن، وفي جالري كوادرو فاين آرت بـدبي، وجاليري تاون هاوس بمدينة القاهرة. ودعيت في عام 2015 إلى مؤسسة (روشنبرغ) للعمل كفنانة مقيمة. عرضت أعمالها في معارض عربية وعالمية، كمعرض (بينالي البندقية) 2009-2011، ومعرض (بينالي برلين) عام 2010، ومعرض (غوانغجو) بكوريا الجنوبية، ومتحف (لوزيانا للفن المعاصر) في الدنمارك. كما تعرض أعمالها بشكل دائم في المتحف البريطاني، والمتحف العربي للفن الحديث، ومتحف لوس أنجلوس، متحف الأردن الوطني للفنون الجميلة، وهيئة أبوظبي للثقافة والتراث، وقد حصلت منال على جائزة المرأة العربية السعودية عام 2014 عن فئة الفن.
ومن الفنانان السعوديات الأكاديميات الدكتورة عفت عبد الله فدع التي ولدت في الخبر، وأمضت طفولتها في الظهران. بسبب عمل والدها في القوة البحرية، فأتيح لها الفرصة للتفاعل مع مختلف المجتمعات والثقافات، وانتقلت من الظهران إلى الولايات المتحدة ثم إلى الرياض وجدة، وأثناء حصولها على درجة البكالوريوس، كانت الدكتورة عفت من أول الفنانات السعوديات الرائدات في جدة وبعد أن أكملت دراستها أصبحت عضوًا في كلية الفنون الإسلامية في القسم، مما أتاح لها الفرصة لمتابعة دراستها في المملكة المتحدة. وفي العام 2006، عادت إلى جدة وحصلت على درجة الماجستير والدكتوراه لتصبح أول فنانة سعودية حاصلة على الدكتوراه في الفلسفة في الفنون الجميلة في المملكة، وهي علامة بارزة كفنانة أكاديمية وتعمل حاليًا أستاذًا مشاركًا للفنون الجميلة بجامعة جدة. وقد تم تعيينها أمينة للطبعة السادسة للفنون بجدة.
وبرزت أيضا الفنانة السعودية منى عبدالله القصبي ساهمت بإبداعها عبر اللوحة وأنشأت أول مركز للفنون باسم المركز السعودي للفنون التشكيلية، وهو الأول من نوعه وبرامجه ومكانته في نفوس مجاميع تشكيلية من الجنسين أصبحوا اليوم نجومًا في الساحة، وقد ولدت القصبي في حضن رجل الأدب والصحافة وأحد روادها ومع ذلك لم تمل لأيِّ منهم بقدر ما انحازت لموهبتها التشكيلية فأبدعت فيها وتولت مهمة تبني موهبتها في الرسم لتجعل منه خطًا موازيًا لعطاء والدها الذي وقف معها وشجعها بدءًا بتهيئة السبل لتنمية مهاراتها وانطلقت الفنانة مبحرة في بحر التشكيليين والمنافسات الكبيرة بين الفنانين في جدة التي تعد بحق عاصمة الفن التشكيلي السعودي في العام عام 1408 هـ وتجاوزت المعارض المقامة فيه أكثر من مائتي معرض تشكيلي، كما استضاف معارض لفنانين عرب وأجانب أضفت للفنانين السعوديين الكثير من المعرفة بتجارب الآخرين فأصبح المركز السعودي للفنون التشكيلية بهذا لحراك والتفاعل أحد المعالم الثقافية المتخصصة في مجال الفنون التشكيلية في مدينة جدة ومنطلق للعديد من التشكيليين من مختلف الأجيال إما من خلال تلقي الدورات أو إقامة المعارض. وليس سراً أن الأوقات تتغير وتتطور في المملكة العربية السعودية في المجالات الفنية كافة، خاصة صعود نجم المرأة السعودية الفنانة، وقد بدأ ولي العهد الأمير محمد بن سلمان يهز بعض الطرق التقليدية القديمة. ومعالجة حجم ومكانة الفنون في المملكة، فجعل من حركة الفنون جزءًا من «الرؤية 2030» الاستراتيجية لإنهاء اعتماد السعودية على النفط. مستندا إلى تراث فني عريق وغني، وراحت الفنانات السعوديات يستثمرن هذه الفرص الجديدة المتاحة، كما أن عدد المتاحف والمهرجانات والبرامج الفنية في المملكة آخذة في الازدياد بمشاركة المرأة السعودية، وعلى سبيل المثال تم تعيين ليلى الفداغ رئيسة للمتاحف في مركز الملك عبد العزيز للثقافة العالمية (إثراء)، وهو أول متحف ضخم في المملكة العربية السعودية. يضم مجموعات دائمة من الفن السعودي والإسلامي المعاصر ويستضيف معارض دولية متنقلة بأشراف ومتابعة الفداغ. وتعيين جمانة غوث أمينة المتحف الفني في غاليري آثر بجدة، وهو أحد المساحات الفنية التجارية المعاصرة الرائدة في المملكة العربية السعودية ثم تعيينها مديرة عليا للمشاركة العامة في حي جدة التاريخي، أحد مواقع التراث العالمي لليونسكو. ودعم جهود الأميرة جواهر بنت ماجد بن عبد العزيز آل سعود لتكون أول امرأة تحصل على لقب راعي الفنون في السعودية. حيث تدعم العديد من المبادرات الفنية في المملكة، وتتولى منصب رئيس مؤسسة المنصورية ورئيسة المجلس الفني السعودي.
وفي مقدمة الركب التشكيلي من الفنانات السعوديات اللواتي ساهمن بمسيرة الفن التشكيلي السعودي ومن الأسماء التي لفتت بإبداعها أعين النقاد والمتابعين محلياً ودولياً لما تمتعت به من ملكات فكرية وثقافية وتقنية عائدة إلى معرفة مستفيضة بمعنى الفعل التقني لتنفيذ العمل: الفنانة فوزية عبد اللطيف، اعتدال عطيوي، نوال مصلي، زهرة أبو علي، إلهام بامحرز، مريم مشيخ، شريفة السديري، شادية عالم، هدى العمر، رضية برقاوي، حميدة السنان، منى المروحن، سلوى العثمان، غادة بنت مساعد، شاليمار شربتلي، ثنوى القرعاني، نجلاء الغفيلي، علوية الزواوي، عفاف العساف، وغيرهن.
مارست الفنانة التشكيلية السعودية مختلف التجارب بمغامرة مدهشة خصوصاً عند اللواتي لم يتعلمن الفن عن طريق الدراسة الأكاديمية أو تخرجن من معاهد ذات علاقة ومع هذا فقد أثمرت تجاربهن الكثير من النجاح والتميز وصل فيه الكثير من الفنانات إلى تحديد الشخصية أو الخصوصية التشكيلية على مختلف السبل والأساليب لمختلف المدارس الفنية العالمية مع حفظ الانتماء إلى الواقع والموروث المحلي بكل معطياته البصرية والفكرية الثابت منه والمتحرك.

## المرأة السعودية في التلفزيون
أدى الظهور المتأخر للمسرح والفنون الحديثة كالسينما والتلفزيون في الوطن العربي عموما إلى تأخره أيضا في الخليج العربي ومنها السعودية وباقي دول الخليج، والذي أدى أيضا إلى تأخر ظهور المرأة السعودية في الفن المسرحي والتلفزيوني والسينمائي، وتعود بدايات الفن في المملكة العربية السعودية إلى العام 1928 من خلال فن المسرح حيث تم تقديم عرض مسرحي سعودي في منطقة القصيم بعنوان «حوار بين جاهل ومتعلم»، وبعدها انطلقت الفنون عمومًا في المملكة، من خلال تقديم مسرحيات تاريخية ودينية، تعتمد في نصوصها على الكتب المدرسية مثل مسرحيات «صلاح الدين» و«عبد الرحمن الداخل»، و«القناعة»، و«عاقبة الطمع»، وهي المرحلة الأولى التي امتدت حتى عام 1373هـ.
وقد مر المسرح السعودي بمرحلة أخرى منذ عام 1384هـ ـ حتى 1391ه، وهي الفترة التي شهدت مسرحيات للكبار والصغار وكانت تركز على الدروس الاجتماعية ذات التراكيب الدرامية الترويحية مثل مسرحيات «الغواص»، و«لك يوم يا ظالم»، و«حرام حرام»، وكانت تقدم عن طريق المدارس والأندية. وتمتاز هذه الفترة ببروز مسرحيات من تأليف الكتاب السعوديين، ولكنها لم تشهد ظهور المرأة السعودية على خشبة المسرح، وكان يقوم بالتمثيل نيابة عنها الرجال، وقد بدأ تاريخ الدراما التلفزيونية السعودية مع بدايات الستينات الميلادية من القرن العشرين تزامناً مع تأسيس التلفزيون السعودي الحكومي في العام 1964 حيث ظهر مجموعة من الممثلين الهواة الذين تخطوا ضعف الإمكانيات وتحدوا محيطهم في زمن كان المجتمع لم يستوعب بعد أهمية الفن ودور الفنانين ومنهم الممثل السعودي أحمد الهذيل مع شقيقه حمد الهذيل وصديقهم هندي المري كأول ممثلين ظهروا على شاشة التلفزيون، وقد بدأ بعدها الفنانين الرجال من السعوديين المشاركة في بعض الأعمال الدرامية التلفزيونية العربية في أواسط السبعينيات وحتى أواسط الثمانينات من القرن العشرين، كالمسلسلات البدوية الأردنية، ولكنها لم تشهد أيضا ظهور المرأة السعودية في التلفزيون.
أوائل الفنانات السعوديات في التلفزيون
كانت الإذاعة هي المدخل الأول لدخول المرأة السعودية مجالات الفنون الحديثة، وتشير بعض المراجع إلى أن الفنانة السعودية مريم الغامدي كانت أول امرأة سعودية تقف على خشبة المسرح، وأول من عمل في التمثيل، وأول مذيعة سعودية، حيث عملت في الإذاعة وهي طفلة، في العام 1962، وهي من أوائل من قرأ نشرات الأخبار عند انطلاقة قناة الإخبارية السعودية، وأول سيدة قرأت نشرة الأخبار في إذاعة الرياض، إضافة إلى أنها أول سعودية تكتب السيناريو في الأعمال التلفزيونية منذ عام 1983، وهي ممثلة ومذيعة ومخرجة وكاتبة سعودية، شاركت كممثلة في أكثر من 12 عملاً تلفزيونياً، إلى جانب فيلم روائي اجتماعي عن البيئة بعنوان «زائر بلا موعد»، ومن أبرز المسلسلات التي شاركت فيها: «دعاة على أبواب جهنم»، «أنا وأنت والإنترنت»، «عيال الصقر»، «هوامير الصحراء» 4 أجزاء، «أيام وليالي»، «لعبة المرأة رجل»، «من الآخر»، وبعدها أصبحت ساحة الدراما التلفزيونية والسينمائية والمسرحية مليئة بالعديد من الشخصيات النسائية، التي صنعت وحفرت اسمها بحروف من ذهب في عالم الفن، ليذيع صيتها في الوطن العربي والخليجي، واستطاعت أن تفرض فنها الراقي المتميز، لتكون محط إعجاب الكثيرين، خصوصا حين انتشرت الدراما السعودية عربياً مع ظهور الفضائيات السعودية الخاصة في بداية التسعينات مثل إم بي سي وشبكة راديو وتلفزيون العرب، ومن أشهر الأسماء لفنانات برزن في بدايات الأعمال التلفزيونية الخليجية والسعودية، ليكنّ الأوائل في هذا المجال الفني الممتع: الفنانة سناء بكر يونس، وهي إعلامية وممثلة سعودية، انطلقت من خلال المسلسل التربوي «افتح يا سمسم» للأطفال، حيث قدمت منه 3 أجزاء، ولها العديد من المشاركات في أعمال خليجية وعربية، وهي إحدى خريجات الدفعة الأولى من «المعهد العالي للفنون المسرحية» في الكويت، ومن مواليد مدينة الرياض عام 1961، وقد شاركت في العديد من المسلسلات، أهمها: «الرحيل»، «طاش ما طاش»، «أكثر من جزء»، «فايز التوش»، «إلى جدي مع التحية»، «دمعة يتيم»، «خارج الأسوار»، «الخادمة»، «أيام وليالي»، «حارة الشيخ». والفنانة وجنات الرهبيني التي بدأت مسيرتها الفنية في عام 1976 من خلال مسلسل بعنوان «قناديل» مع الفنان أحمد قنديل، واستمرت بالعمل الفني من خلال الأعمال الإذاعية والتلفزيونية، وشاركت في السينما من خلال فيلم «شعلة لا تنطفئ»، كما اشتهرت خلال سهرة تلفزيونية حملت عنوان «الإيدز» مع الفنان عبدالله السدحان وناصر القصبي، وذلك عام 1985، ثم شاركت في مسلسل «طاش ما طاش» بموسمه السادس، واشتهرت بشخصية قدمتها خلاله، واستمرت في العمل الفني، حيث عملت في العديد من الأعمال الفنية بين السعودية والإمارات، وشاركت في عشرين مسلسلاً، أبرزها: «دار الزمن»، «حبر العيون»، «ألو مرحبا»، «أبو الملايين»، «حارة الشيخ»، والفنانة ناجية الربيع وهي ممثلة ومخرجة، من مواليد 1955، درست الإخراج الإذاعي والتلفزيوني والمسرحي في جامعة سان فرانسيسكو في ولاية كاليفورنيا في الولايات المتحدة، تخرجت عام 1984، شاركت في أكثر من مائة عمل تلفزيوني ومسرحي، ومن أهم أعمالها: «فارس بلا جواد»، «بو مرزوق»، «عاد ولكن»، «الملفوقة»، «سرى الليل».

## المرأة السعودية في المسرح
لم تغب المرأة السعودية خلال فترة ظهور الفنون الحديثة عن خشبة المسرح لأسباب قسرية، بل كان تطورا طبيعيا يتماشى مع الانفتاح التدريجي الذي اختطته سياسات المملكة العربية السعودية من مرحلة الانغلاق الكلي إلى تهيئة المجتمع بشكل تدريجي لقبول مشاركة المرأة في بعض القطاعات التي كانت محرمة نسبيا قبل ذلك، وكان صعود المرأة إلى خشبة المسرح كممثلة قد بدأ في المدراس الابتدائية وأحيانا الإعدادية والثانوية لتقديم أعمال مسرحية مدرسية رمزية، وتقوم خلالها الفتاة بدور الرجل أيض كما تقوم بدور المرأة، وكذلك الأمر في المراكز الثقافية النسائية والجمعيات النسائية أو التعليمية، حيث شهد المسرح النسائي بالسعودية لأول مرة تقديم فقرات «ستاند آب كوميدي نسائي» في مركز الملك فهد الثقافي في الرياض في العام 2012  حيث قدم المركز عروضاً مرئية تعريفية عن جهود أمانة منطقة الرياض في تهيئة الحدائق والمتنزهات وصيانتها وأهمية المحافظة على الممتلكات العامة، وتضمنت أنشطة المركز عرضاً مسرحياً للفتيات الصغيرات بعنوان «أمي الحبيبة» تأليف نورة العبد الله وإخراج سميرة الوهيبي، ويحكي قصة أم لثلاث بنات تسعى جاهدة لتنمية قدرات كل منهن لتتحمل مسؤوليتها في المستقبل كأم وزوجة.
ساهمت صعود نجم الدكتورة ملحة عبدالله التي لقبت بسيدة المسرح السعودي، ونشاطها المكثف في التأليف المسرحي وحصولها على الدكتوراة الفخرية في المسرح من منظمة الأمم المتحدة (يوناريتس). ونيلها جائزة اليونسكو للمونودراما عن مسرحيتها (العازفة)، إضافة للعديد من التكريمات والجوائز المحلية والعالمية في المسرح والتأليف، إلى فتح باب واسع أمام المرأة السعودية للتأليف المسرحي، وكذلك تقديم المسرح، أبو الفنون، كمادة إبداعية فنية ثقافية، وقد كتبت كتبت ملحة عبد الله ما يقارب 52 نصا مسرحيا، تم عرض 44 منها، وعرض لها في السعودية ومصر والأردن، وفي مسرح إسكندرية مسرحية الليبرو التي شارك في بطولتها الممثل المصري سعيد صالح.
برزت عدة ممثلات سعوديات ممن صعدوا إلى خشبة المسرح خارج السعودية مثل الممثلة السعودية إلهام علي التي قدمت في البحرين العام 2015 مسرحية «خميس كمش خشم خبش» وفي العام 2016 مسرحية «فندق المشاهير»، ولكن وفي فبراير 2018 ظهرت الفنانة السعودية الشابة «نجاة مفتاح» كممثلة سعودية تشارك في عرض مسرحي مفتوح للجمهور في السعودية بمسرحية «حياة الإمبراطور» وقالت أنه قد كان لها تجارب سابقة في «اسكتشات» بسيطة في اليوتيوب والإنستغرام، ولم يسبق لي التمثيل على المسرح، وأن تجربة صعود خشبة المسرح علنا هي الأولى بالنسبة لها مع مجموعة «الستائر الحمراء» وأدت «نجاة» دور «إيزما» الشريرة وتم عرضها في الرياض في مسارح كلية دار العلوم حيث أكد عبد الخالق بن رافعة رئيس القسم الفني في مجموعة «الستائر الحمراء» أن مسرحية «حياة الإمبراطور» هي من أساطير «والت ديزني» وهي في الأصل فيلم وتم تحويلها إلى مسرحية مناسبة للعائلات وتم إضافة الطابع السعودي عليها وقال «تم عرض المسرحية 4 مرات في عام 2017 بمدينة جدة، إلا أن الجديد هو مشاركة ممثلة لأول مرة في مسرحية في السعودية بعد أن كان هناك ممثل يجسد شخصية المرأة الشريرة في العروض السابقة».
في مايو 2018 نجح «مسرح السعودية»، في خطف أنظار الجمهور السعودي، بمشاركة المواهب السعودية العرض المسرحي في انطلاقة أول تجربة للمسرح، برعاية وإشراف وزارة الثقافة والإعلام والهيئة العامة للثقافة ومشاركة 50 شابا وفتاة في تلك العروض، فبات مسرح السعودية تجربة منفردة، بأبطال سعوديين وسعوديات، نجحوا في تخطي الكثير من العقبات المجتمعية، بمحتوى محترف وتعامل راق. رغم أنهم ليسوا من أصحاب التجارب الاحترافية، وأكدت نجاح تجربة مسرح السعودية بمشاركة نسائية بمبادرة إستراتيجية تحت مظلة مجلس مبادرات شباب مكة المكرمة، التي تهدف إلى تدريب الشباب السعوي في المجالات المختلفة، كالتمثيل والديكور والأزياء والكتابة، إضافة إلى التعامل مع الجمهور؛ لصناعة عرض مسرحي مميز. وفتحت مجالا جديدا لعمل الشباب السعودي بمهنة «ممثل» فشاركت الممثلة السعودية الشابة خيرية أبو لبن في العرض وقالت أن أدوارها في العروض المسرحية تشبه شخصيتها، فهي تحلم بالتمثيل منذ الصغر. وكذلك قالت الفنانة ريتاج اليافعي المشاركة في العرض «نسعى في كل عرض لتقديم فكرة هادفة تنال رضا الجمهور، في تجربة أشبه بالحلم، كللت جهودنا في التدريبات بالنجاح».
المرأة السعودية في مسرح موسم الرياض
ظهرت الممثلة السعودية ريماس منصور مع ناصر القصبي وعبدالإله السناني وراشد الشمراني وحبيب الحبيب وعبدالمجيد الرهيدي عبر مسرحية اجتماعية بحس كوميدي بعنوان (الذيب في القليب) خلال موسم الرياض 2019 وعرضت المسرحية على مسرح جامعة الأميرة نورة في العاصمة الرياض، وهي من تأليف خلف الحربي، وإخراج الكويتي محمد الحملي.

## المرأة السعودية في الغناء والموسيقى
'المغنيات في شبه الجزيرة العربية خلال صدر الإسلام'
شهدت شبه الجزيرة العربية في صدر الإسلام، حضور عدد من المغنيات الشهيرات، المكيات والمدنيات، وقيل بأنهن تفوقن في غنائهن على الرجال، ومن أبرزهن:
- جميلة: (توفيت نحو 135هـ): مولاة بني سليم وهي أصل من أصول الغناء في المدينة، أخذ عنها معبد، وابن عائشة، وحبابة، وسلامة، وعقيلة العقيقية، والشماستان خليدة المكية، مولاة ابن شماس، وربيحة. قال عنها معبد: «أصل الغناء جميلة وفرعه نحن». (صلاح الدين الصفدي، كتاب الوافي بالوفيات، ص236) واشتهرت جميلة في المدينة بمجالس غنائها التي جمعت المشاهير من المغنين المكيين والمدنيين من أمثال معبد وابن سريج وابن مسجح والغريض وغيرهم.. وغنت من شعر الأحوص وعمر بن أبي ربيعة وامرؤ القيس، وزهير، وفطاحل شعراء صدر الإسلام، ومن أبرز إسهاماتها تأسيسها أول مدرسة موسيقية عربية في المدينة.
- سلامة القس (توفيت نحو 130هـ): وهي من قيان المدينة، أخذت الغناء عن جميلة، واشتهرت هي وأختها ريا في مجالس الغناء بالمدينة حتى اشتراها يزيد ابن عبد الملك، فلما توفي ناحت عليه من مجزوء الرمل:
لا تلمنا أن خَشعْنا... أو هممنا بخشوع
إذْ فقدنا سيداً كان... لنا غير مضيع
وهو كالليث إذا ما... عُدَّ أصحاب الدروع
- بصبص جارية ابن النفيس: مولدة من مولدات المدينة، حلوة الوجه، حسنة الغناء، وقد أخذت عن الطبقة الأولى من المغنين، وهي جارية ابن نفيس واشتهرت بغناء المجالس وفتن بغنائها كثيرون، وكانت أعجوبة وقتها في الحسن والغناء ويتمنى كل من سمع بها رؤيتها ولو بذهاب نفسه ولشدة رغبة الناس في سماع صوتها قال بعضهم فيها هذه الأبيات:
بصبصٌ أنتِ الشمس مزدانةٌ... فإن تبذَّلت فأنتِ الهلالُ
إذا دعت بالعود في مشهدٍ... وعاونت يمنى يديها الشمالُ
غنت غناءً يستفز الفتى... حذقاً وزان الحذق منها الدلالُ
- حبابة جارية يزيد بن عبد الملك بن مروان الأموي (توفيت 105هـ): من القينات المغنيات في الحجاز، ظهرت وكان اسمها (العالية)، كانت جارية لآل لاحق المكيين ولابن مينا، وكانت صبيحة الوجه، مليحة النادرة، لطيفة المحاضرة، خفيفة الروح، غردة الصوت، شجية الغناء، ضاربة بالعود أخذت أصواتها عن ابن سريج وابن محرز ومالك،  اشتراها يزيد بن عبد الملك بأربعة آلاف دينار، فغلبت على عقله وشغل بها، ثم ماتت فحزن عليها ومات بعدها بأيام قليلة. وكانت من أحسن الناس وجهاً وأكملهم عقلاً وأفضلهم أدباً، قرأت القرآن وروت الشعر وتعلمت العربية.
- عزة الميلاء (توفيت نحو 115هـ): كانت عزة مولاة للأنصار ومسكنها المدينة وهي أقدم من غنى الغناء الموقع من النساء بالحجاز وماتت قبل جميلة، وكانت من أجمل النساء وجها وأحسنهن جسما، وسميت الميلاء لتمايلها في مشيتها، وكانت ممن أحسن ضربا بعود، وكانت مطبوعة على الغناء لا يعييها أداؤه ولا صنعته ولا تأليفه، وكانت تغني أغاني الصبا من الدائم مثل سيرين وزرنب وخولة والرباب وسلمى ورائقة وكانت رائقة أستاذتها، فلما قدم نشيط وسائب خاثر المدينة غنيا أغاني بالفارسية، فلقنت عزة عنهما نغما وألفت عليه ألحانا عجيبة فهي أول من فتن أهل المدينة بالغناء وحرض نساءهم ورجالهم عليه، وكان مشايخ أهل المدينة إذا ذكروا عزة قالوا: لله درها، وكان ابن سريج في حداثة سنه يأتي المدينة ليسمعها ويتعلم غناءها، وقال عنها: «هي أحسن الناس غناءً»، وقال عنها طويس «هي سيدة من غنى من النساء». كانت إذا غنت في مجلس عام فكأن الطير على رؤوس أهل مجلسها. كانت بارعة الجمال وكريمة الخلق وكانت من أظرف الناس وأعلمهم بأمور النساء، وقال ابن جعدبة: «كان ابن أبي عتيق معجباً بعزة الميلاء، فأتى يوماً عند عبد الله بن جعفر بن أبي طالب، فقال له: بأبي أنت وأمي! هل لك في عزة، فقد اشتقت إليها! قال: لا، أنا اليوم مشغول. فقال: بأبي أنت وأمي! إنها لا تنشط إلا بحضورك، فأقسمت عليك إلا ساعدتني وتركت شغلك، ففعل، فأتياها ورسول والي المدينة سعيد بن العاص على بابها يقول لها: دعي الغناء، فقد ضج أهل المدينة منك، وذكروا أنك قد فتنت رجالهم ونساءهم. فقال له ابن جعفر: ارجع إلى صاحبك فقل له عني: أقسم عليك إلا ناديت في المدينة أيما رجل فسد أو امرأة فتنت بسبب عزة إلا كشف نفسه بذلك لنعرفه، ويظهر لنا ولك أمره، فنادى الرسول بذلك، فما أظهر أحد نفسه».
كما أورد صاحب (الإصابة في تمييز الصحابة) تراجم ثلاث من المغنيات في المدينة، هن: (أرنب المدنية) و (زينب الأنصارية) و (حمامة)، وقال في هذه الأخيرة: «مغنية من جواري الأنصار، ذُكرت في حديث عائشة لمَّا دخل أبو بكر عليها في يوم عيد وعندها جاريتان تغنيان، سمَّى منهما حمامة، وأصل الحديث في الصحيحين من هذا الوجه، لكن لم تسمَّ فيه واحدة منهما، وأوضحتها في (فتح الباري)».
'المغنيات (المطربات) السعوديات - المملكة العربية السعودية'
في وقت كان فيه المجتمع السعودي يحرم الصوت النسائي، برزت المطربة الشعبية توحة (فتحية يحيى حسن) في العام 1949 كأول مغنية شعبية سعودية حجازية واعتبرت رائدة المغنيات السعوديات فقدمت ما يزيد عن 450 أغنية وحصلت على لقب رائدة الفن الحجازي وتعاونت مع الكثير من الفنانين من جيلها وغير جيلها، وكذلك برزت مثل سامي إحسان ومحمد عبده وابتسام لطفي وعتاب،
في العام 1959 اكتشف الفنان طلال مداح الفنانة عتاب وكان عمرها آنذاك 13 عاماً وقدم لها أغنيات سجلتها في السعودية ولبنان، وبدأت التفرغ الفعلي للفن عام 1972، وشكّلت مع الفنان حيدر فكري ثنائياً مميزاً في الجلسات الفنية. انطلقت شهرتها بشكل أكبر في العالم العربي عندما قدمها العندليب عبد الحليم حافظ في إحدى حفلاته في مصر بداية السبعينات الميلادية، وتعد عتاب واحدة من أشهر مغنيات الأفراح والمناسبات السعيدة في المجتمع السعودي في السبعينات، حققت شهرة كبيرة ومثلت الأغنية السعودية واقتربت من كونها نجمة استعراضية، وحصلت على لقب رائدة المطربات الخليجيات، وكانت أول سعودية تحترف الغناء والرقص الاستعراضي معا.
وفي نهاية الستينات الميلادية قابلت الفنانة ابتسام لطفي (وكانت تسمى خيرية قربان عبد الهادي) الملك فيصل آل سعود فطلبت منه أن يسمح لها بالغناء في الإذاعة السعودية وبعد شهرين قُبلت في الإذاعة وغنت أول أغانيها في الإذاعة «عبير» وبعد ذلك أغنية «نام القمر بدري» والتقت ابتسام بالفنان طلال مداح وغنت «فات الأوان» من ألحان طلال مداح وكلمات لطفي زيني.
يلتصق اسم ثريا قابل بقائمة النساء الأوائل في عالم الفن والأدب، فهي كاتبة صحفية وشاعرة غنائية من مدينة جدة فهي أول سعودية تضع اسمها الصريح على ديوان شعري، وأول فتاة المملكة العربية السعودية تخوض غمار كتابة الشعر الغنائي العاطفي، وأول خليجية تنال وسام الأرز اللبناني، ومن أوائل السعوديات اللواتي غنى لهن المطربون، وأول سعودية كتبت كلمات أغان أذيعت من إذاعات عربية خارج السعودية (أغنية بشويش عاتبني لطلال مداح من كلمات ثريا قابل وألحان محمد شفيق، وقد أذيعت من إذاعتي «صوت العرب» و«الشرق الأوسط» المصريتين)
بعد جيل الأوائل، اتسعت قائمة المرأة السعودية في عالم الغناء، مثل ريمونا وبسمة العتيبي ومشاعل وأسيل عمران وسارة الغامدي وقمر الترك ووعد بكر يونس وداليا مبارك و لولوة الشريف التي غنت باللغة الإنجليزية.
'الموسيقيات السعوديات'
من الصعب حصر كل أسماء السعوديات اللاتي يتقنّ العزف بشكل محترف على الآلات الموسيقية، لكن البلد الخليجي الذي ظل بعيدا عن الفنون لعقود، ينبئ بامتلاكه نجمات كثيرات في مختلف مجالات الفنون، وبينها الموسيقى.وتعد عازفة البيانو الشابة السعودية إيمان قستي أول عازفة سعودية تعزف على خشبة المسرح تقدم وصلات موسيقية أمام الجمهور في مدينتي جدة والرياض إبان مشاركتها في الحفلات التي نظمتها ھیئة الثقافة في العام 2018، وتعزف قستي على البيانو بشكل محترف، وقد شاركت العام الماضي في حفل للموسيقى الكلاسيكية احتضنه مركز الملك فهد الثقافي في الرياض، حيث عزفت أمام الموهبة العالمية عازفة الكمان السنغافورية، كلوي شوا، وعازف البيانو البريطاني العالمي، جوردن باك، لتنال إعجاب الحاضرين.
تعلمت ابنة مدينة الرياض الشابة، الموسيقى بجهد شخصي، وبمساعدة من عائلتها منذ سن الطفولة، قبل أن يتاح لها اتباع دورات احترافية، والظهور في مناسبات فنية مختلفة في المملكة وخارجها، مثل مشاركتها في المنتدى الاقتصادي العالمي في سويسرا، فمثلت بلادها في جزء من الفعاليات الفنية المرافقة للمنتدى الذي يحضره زعماء من كبرى دول العالم.
وخلال الأعوام 2017 -2019 لفتت العديد من الموسيقيات السعوديات الشابات، الأنظار إليهن سريعا، وبتن يحظين بشهرة تتجاوز حدود المملكة في أولى خطواتهن نحو العالمية في عهد الانفتاح على الثقافة والفنون الذي تعيشه السعودية في السنوات الثلاث الماضية. وكان يعتقد على نطاق واسع أن عقودا من التحريم للموسيقى والفنون عمومًا، جعلت من الصعب وجود أجيال تهتم بالعزف على الآلات الموسيقية في السعودية، وأن العدد الكبير من الفعاليات الفنية والموسيقية التي تقام في المملكة ستعتمد على فنانين وموسيقيين أجانب فقط.
وقد سجلت نوف سفياني وهتون إدريس، الموسيقيتين السعوديتين الشابتين، اسميهما في أول نسخة من «مهرجان مدل بيست» العالمي، الذي استضافته العاصمة الرياض على مدار ثلاثة أيام، بمشاركة موسيقيين عالميين من أوروبا وأمريكا وأفريقيا، وقدمت الـ ”دي جي“ الشابة، نوف سفياني، باسمها الفني ”دي جي كوسم كات“، عرضين موسيقيين لافتين أمام جمهور المهرجان الكبير الذي تجاوز الـ 130 ألف متفرج في يومه الأول، لتثبت أنها موسيقية شابة واعدة تنتظرها محطات نجاح كثيرة، ونوف ابنة الـ ”27 عاما“ هي طبيبة أسنان تمارس مهنتها حاليا، وقد تتبعت شغفها الموسيقي رغم دراستها العلمية البعيدة عن ذلك الفن، ورغم الصعوبات التي يواجهها من يود تعلم الموسيقى في السعودية خلال السنوات الماضية، التي سادت فيها نظرة التحريم للموسيقى تعلما وحتى استماعا.
كما قدمت الشابة الأخرى ذات الشعر القصير اللافت، هتون إدريس، عرض ”دي جي“ موسيقي لافت أثار تفاعلا صاخبا من جمهور المهرجان الكبير مع الشابة الجداوية (نسبة لمدينة جدة في غرب السعودية) التي زاحمت بأدائها الموسيقي المحترف، كبار نجوم الـ ”دي جي“ العالميين المشاركين في المهرجان.
ومن الموسيقيات السعوديات الشابات روان الدريس، والتي تعزف البيانو، بعد دراستها العزف على البيانو بشكل أكاديمي في الولايات المتحدة الأمريكية، لتصل اليوم لمرحلة تأليف المقطوعات.
وتعد جهاد الخالدي أول عازفة كمان سعودية التي اقتحمت عوالم اللحن والنغم منذ أن كانت في سنّ الثامنة بإلحاح من والدها لدخول معهد للموسيقى «الكونسرفتوار» في القاهرة، وكانت تذهب مساءً إلى المعهد لتعلّم الموسيقى بكثافة من خلال دراسة النوتات والسُّلَّم الموسيقي والعزف والاندماج مع كورال الأطفال. ووفقاً لاختبارات السمع التي خضعت لها، وُجّهت لتعلّم العزف على آلة الكمان فتذوقت من خلالها شغف تتبّع النوتة الصحيحة والأداء المتقن. وبعد مراحل من الجهد والدراسة، انتقلت من عزف المقطوعات القصيرة والصغيرة إلى مقطوعات كلاسيكية شهيرة كاملة، مما جعلها مميزة وسط زملائها فانضمت في المرحلة الثانوية إلى «الأوركسترا» في «الكونسرفتوار» نفسه، وراحت تجوب بلداناً كثيرة وتعزف على مسارحها.

## المرأة السعودية في السينما
موجز تاريخ السينما في السعودية
انطلقت الخطوات الأولى للسينما السعودية في العام 1950 بعرض أول فيلم سعودي بعنوان «الذباب»، بطولة الممثل السعودي الراحل حسن الغانم، وتوالى بعدها إنتاج الأفلام برصيد أكثر من 500 فيلم سعودي، منها القصيرة، والوثائقية، والرسوم المتحركة، وقليل منها تحت فئة الأفلام الطويلة، وفي سبعينيات القرن العشرين، انتشرت دور العرض السينمائي، ووصل عددها لأكثر من 50 صالة عرض في المدن الرئيسية، في كل من الرياض، وجدة، والدمام، وأبها، إلا أن المملكة أصدرت قرارًا بحظر دور السينما في أوائل الثمانينيات، تحت ضغط من التيار الديني المحافظ، الذي نادى بتقييد وسائل الترفيه العام والاختلاط بين الجنسين، بعد حادثة الحرم المكي الشهيرة التي وقعت في 1979، ولم يخلُ ذاك التوقف من محاولات مبدعين سعوديين، ومع من توفرت لهم من أدوات في المشاركة في مهرجانات إقليمية وعربية، في ظهور أفلام سعودية نالت إعجابًا، وحاز البعض منها على جوائز مهرجانات سينمائية عالمية، حيث شاركت السينما السعودية بأربعة أفلام قصيرة في مهرجان «كان» السينمائي في 2015 ضمن قسم الفيلم القصير، هي «مخيال»، «عطوى»، «فيما بين» و«باص 134»، وسبق أن ترشحت مجموعة من الأفلام السعودية لجائزة «أوسكار»، منها: فيلم «وجدة»، و«بركة يقابل بركة».
وفي العام 2015 تأسست لجنة السينما السعودية لتكون أول لجنة سينما سعودية تعمل تحت مظلة حكومية، تابعة لوزارة الثقافة والإعلام، جمعية المنتجين والموزعين السعوديين. وجاءت هذه اللجنة لتكون استجابة لصناع الأفلام والسينمائيين للعمل تحت مظلة حكومية، وتهدف اللجنة إلى نشر الثقافة السينمائية في المجتمع السعودي وخلق بيئة سينمائية بين صناع الأفلام وتسهيل كل المهمات لهم من تصاريح تصوير وغيرها، وفي العام 2016 تم حل اللجنة، وفي مارس 2017 رفعت السعودية على دور السينما، وقررت بدء عرض الأفلام السينمائية في دورها من جديد ضمن حملة من الإصلاحات، يقودها ولي العهد السعودي الأمير محمد بن سلمان، في إطار سعي الحكومة لتعزيز النشاط الاقتصادي، وتقليص الاعتماد على النفط، وفي ديسمبر 2017 أعلن مجلس إدارة الهيئة العامة للإعلام المرئي والمسموع بالسعودية عن بداية إصدار التراخيص للراغبين في فتح دور عرض سينمائي بالمملكة؛ اعتبار من بداية من العام 2018، وتخطط السعودية، لتدشين 300 دار سينما فيها ألفا شاشة عرض بحلول عام 2030، متوقعة أن ذلك سيسهم بأكثر من 90 مليار ريال في اقتصاد البلاد، وسيخلق 30 ألف فرصة عمل إضافية.
المرأة السعودية في الإخراج السينمائي 
التاريخ المعاصر للمرأة السعودية في السينما يبدأ بمسيرتها في الإخراج السينمائي، وقد سبقت المخرجة هيفاء المنصور زميلاتها السعوديات في هذا الحقل، بل ويعدّها البعض أنها الأشهر من بين المخرجين السعوديين عموما، فقد بدأت مسيرتها مبكرا واستمرت بانتظام في إخراج الأفلام السينمائية مثل فيلمها القصير «من؟» ثم فيلم «الرحيل المر» وفيلم «أنا والآخر» وفيلم «نساء بلا ظل» الذي فاز بجائزة أفضل فيلم وثائقي في مسابقة أفلام الإمارات، وكذلك فيلم «الخنجر الذهبي» في الذي عُرض في مهرجان مسقط السينمائي حول وضع المرأة السعودية ووجودها في الفضاء الاجتماعي العام. وفي العام 2012 أخرجت دراما رواية طويلة سينمائية اجتماعية كوميدية بعنوان «وجدة» تتحدث أحلام طفلة في امتلاك دراجة هوائية وقيادتها في الشارع وسط إسقاطات اجتماعية متعددة، الذي فاز بجائزة المهر العربي في «مهرجان دبي السينمائي»، واستمرت «المنصور» حتى وصلت بوابة السينما العالمية وقدمت في العام 2017 فيلم ماري شيلي في هوليوود.
ظهرت المخرجة السعودية ريم البيات في العام 2008 من خلال إخراج فيلم بعنوان «ظلال» الذي شارك «مهرجان الخليج السينمائي» في دبي وبعدها أخرجت فيلما تجريبيا قصيرا بعنوان «دمية» مكون من حوالي 5000 صورة فوتوغرافية يتحدث عن زواج القاصرات، وفي العام 2009 قدمت المخرجة السعودية عهد كامل فيلم قصير بعنوان «القندرجي» من بطولة المصري عمرو واكد وقد فاز بالمركز الثاني كأفضل فيلم قصير في مهرجان الخليج السينمائي، وفاز فيلمها بعنوان «حرمة» بالمركز الثاني في الدورة الثالثة لمهرجان بيروت السينمائي في العام 2013، ويحكي الفيلم قصة امرأة يموت عنها زوجها وهي حامل لتبقى وحيدة تصارع من أجل بقائها وتحسين معيشتها وسط إجحاف القانون ومطامع الآخرين حولها، مع أن عهد كامل ظهرت كممثلة أيضا في فيلم هيفاء المنصور بعنوان "وجدة وكذلك شاركت في تمثيل دور في مسلسل بريطاني مع الممثلة كاري موليغان.
في العام 2009 أيضا ظهرت المخرجة السعودية هناء العمير القادمة من عالم الكتابة الفنية والنقدية في الصحف والمجلات وكتابة النصوص الدرامية، فقدمت فيلما وثائقيا موسيقيا بعنوان «بعيداً عن الكلام»، تحدثت فيه عن زيارة فرقة أرجنتينية تعزف التانغو إلى الرياض ولقاءها مع فرقة غنائية سامري من عنيزة، وفي العام 2015 قدمت أول أفلامها الروائية القصيرة بعنوان «شكوى» وقد حصل على الجائزة الأولى «النخلة الذهبية» كأفضل فيلم في «مهرجان الأفلام السعودية» عام 2015، ويحكي قصة امرأة موظفة تتداخل في حياتها مشاكل وضعها المهني وحياتها العائلية ليخلق لديها ارتباكاً نفسياً ربما يؤثر فيها باتخاذ قراراتها.
في العام 2012، وبعد أن درست المخرجة السعودية شهد أمين في معهد متروبوليتان الفني في لندن وفي قسم كتابة السيناريو في نيويورك، قدمت بدأت أول أفلامها «موسيقانا» ثم «نافذة ليلى»، وتحت عنوان «حورية وعين»، قدمت في العام 2014 وفاز فيلمها بجائزة أفضل فيلم وأفضل تصوير في «مسابقة الأفلام الروائية القصيرة في مهرجان أبوظبي السينمائي.
المخرجة السعودية هند الفهاد بدأت مسيرتها الإخراجية في العام 2012 بتقديم فيلمين «ثلاث عرائس» و«طائرة ورقية»، وفي العام 2015 استندت على المخرجة الكاتبة السعودية هناء العمير لتقديم فيلم روائي قصير بعنوان «بسطة» الذي فاز بجائزة لجنة التحكيم الخاصة لأفضل فيلم خليجي قصير في «مهرجان دبي السينمائي» ثم قدمت في ذات العام فيلم «مقعد خلفي» وفي العام 2018 أخرجت فيلم "«شرشف» وإخراج حلقتين تلفزيونيتين من مسلسل «بدون فلتر».
حازت المخرجة السعودية هناء الفاسي  على شهادة في مجال الإخراج السينمائي من «أكاديمية فن وتكنولوجيا السينما» وأسست شركة إنتاج خاصة، أخرجت من خلالها أفلام وثائقية قصيرة منها «جاري التحميل» و«السحور الأخير»، وكذلك شاركت كمساعدة مخرج في فيلم Sanpshot الأمريكي في نيويورك، وفي العام 2017 قدمت فيلم «حلاوة» الذي يحكي قصة فتاة تصل لسن البلوغ لتضطر إلى إخفاء الأمر عن عائلتها حتى تتجنب ارتداء الحجاب وتغطية وجهها، وشارك الفيلم في مسابقة المهر الخليجي القصير في «مهرجان دبي السينمائي»
في العام 2008 حصلت المخرجة السعودية مرام طيبة  على بكالوريوس التصميم الجرافيكي من جامعة دار الحكمة في السعودية وانتقلت إلى جامعة يوسطن لتحصل على شهادة الماجستير في الإخراج السينمائي، فأخرجت أول تجاربها على على موقع التواصل الاجتماعي يوتيوب بعنوان «برنامج بدون نص» الذي يقوم على فكرة ارتجال النص أثناء التصوير، ثم عملت كمنتجة في قناة MBC1 ثم قدمت في العام 2016 فيلمها «منكير» الذي ترشح للمشاركة في مهرجان كان السينمائي، وفي العام 2017 قدمت فيلم بعنوان «لا تذهب بعيدا جداً».